# アガタ・ムロズ
アガタ・ムルス＝オルシェフスカ（ポーランド語: Agata Danuta Mróz-Olszewska, 1982年4月7日 - 2008年6月4日）は、ポーランドの元女子バレーボール選手。タルノフ出身。

## 来歴
高さを活かしたブロックでポーランド代表でも活躍、2003年、2005年欧州選手権に出場し金メダルを獲得。
2003ワールドカップでは白血病と闘うプレーヤーとして日本のテレビ局に紹介された。本人はインタビューで「大会期間は強い薬を使えない」などと闘病と選手生活の両立を話した。
モデルとして活躍する一面もあり抜群のスタイルを披露した事もあった。
2007年に病気の悪化により現役を引退した。
2007年6月10日に結婚、2008年4月には女児を出産した。
2008年5月、ポーランド代表が40年ぶりにオリンピック出場を決めた際には、とても喜びチームメイトに祝福の言葉を贈っていた。それ以前から「絶対カムバックします。」と復帰する事を約束していた。
2008年6月4日、ブロツワフの病院で白血病の骨髄移植手術2週間後に感染症で死去。26歳での死は世界にも衝撃を与え、FIVBの公式サイトでも報じられた。

## 所属クラブ
- タルノヴィア・タルヌフ
- AZS WSBiPオストロヴィエツ・シフィエントクシスキ
- BKSビェルスコ＝ビャワ（2003-2006年）
- ムルシア（2006-2007年）